# Las-Ánimas-Kultur
Die Las-Ánimas-Kultur ist eine archäologische Kultur im Norden Chiles, die als unmittelbarer Vorläufer der Diaguita-Kultur gilt. Die Kultur entwickelte sich zwischen 800 und 1000 n. Chr. in der chilenischen Region Norte Chico. Vor der Las-Ánimas-Kultur existierte in Norte Chico von 300 bis 700 n. Chr. eine archäologische Kultur, die als El-Molle-Kultur bekannt war. Die aus dem Las-Ánimas-Kultur geborgene Keramik weist lineare Muster auf, die in Weiß, Rot oder Schwarz bemalt sind. Die schwarze Farbe stammt von spiegelndem Hämatit. Die Kultur Las Ánimas weist die frühesten Beweise für Kupfermetallurgie in Norte Chico auf.
Eine paläomagnetische und geochronologische Studie des Sierra de Las-Ánimas-Kultur aus dem Jahr 2014 ergab, dass die Kultur vor etwa 578 Millionen Jahren ausbrach und sich nicht bis ins Kambrium erstreckte.